# 233
Năm 233 là một năm trong lịch Julius. 